# 森田京之介
森田 京之介（もりた きょうのすけ、1986年8月21日 - ）は、テレビ東京の元アナウンサー。現在はトヨタ自動車社員である。

## 人物
愛知県岡崎市出身。駒場東邦中学校・高等学校、慶應義塾大学経済学部卒業。
他局アナでは、同窓の榎並大二郎（フジテレビ）や菅原知弘（テレビ朝日）、熊崎風斗（TBSテレビ）、桝太一（元日本テレビ）と仲が良い。
2010年4月にテレビ東京にアナウンサーとして入社。同期は白石小百合。『ニュースモーニングサテライト』にて2010年7月1日にアナウンサーとしてデビュー。その後、報道番組・情報番組・スポーツ番組と幅広いジャンルを担当している。
好きな食べ物は、浪人時代に支えてくれたカレーライス。
2017年4月より、池谷亨の後任としてニューヨーク支局へ赴任する。
2020年3月でニューヨーク支局への赴任期間を満了することから、日本に帰国、2週間の自宅待機後（新型コロナウイルス感染症対策のため）、2020年4月17日より『WBS』フィールドキャスターに就任。（ニューヨーク支局の後任は西野志海）
2020年12月をもって『WBS』の卒業とテレビ東京からの退職が報告された。
2021年1月にトヨタ自動車へ転職。渉外広報本部の広報に配属され、『トヨタイムズ』記者として活動を再開した。

## テレビ東京での出演番組

### 不定期出演
- ニュースブレイク
- TXN NEWS
- きらきらアフロTM（アッフロ‼キャスター）

### 過去の出演番組
- アリなし〜アリケン★ゴールデンスタジアム〜（2010年10月23日 - 2011年9月25日）
- E morning（2010年7月1日 - 2011年9月30日）木・金レギュラー（生活情報コーナー担当）
- MADE IN BS JAPAN（BSジャパン）月曜レギュラー
- 田勢康弘の週刊ニュース新書（2011年10月8日 - 2012年8月）サブキャスター
- 7スタLIVE（2011年10月7日 - 2013年9月27日）金曜司会
- ウイニング競馬
- ワールドビジネスサテライト（2015年8月11日）（フィールドキャスター、2020年4月17日 - 2020年12月26日）
- ネオスポーツ the documentary![7]（2013年4月 - 2016年4月）
  - 平日版
    - 火曜担当 2013年4月2日 - 2013年12月17日・2015年1月6日 - 2015年3月24日
    - 月曜担当 2014年1月6日 - 2014年3月24日・2014年11月3日 - 2014年12月22日
    - 水・木担当 2014年4月2日 - 2014年6月26日
    - 水曜担当 2014年7月2日 - 2014年10月29日
    - 金曜担当 2015年4月3日 - 2016年4月1日

  - 週末版
    - 土・日担当 2014年4月5日 - 2016年3月27日
- ニュースモーニングサテライト（2010年7月 - 2011年9月、2016年4月 - 2020年3月）
  - 木・金担当[8] 2010年7月1日 - 2011年9月30日
  - 水 - 金担当[9] 2016年4月6日 - 2016年11月4日
  - 月 - 金担当[10] 2016年11月7日 - 2020年3月25日